# Pagudpud
Pagudpud (Bayan ng Pagudpud) es un municipio filipino de cuarta categoría perteneciente a  la provincia de Ilocos Norte, el segundo en extensión, en la Región Administrativa de Ilocos, también denominada Región I.
Según el censo de 2020, tiene una población de 25 098 habitantes.

## Geografía
Tiene una extensión de 194.90 km².
Está situado en la costa norte de la isla de Luzón, ribereño del mar de la China Meridional y del canal de Babuyan, en el estrecho de Luzón, que separa Luzón de las islas Babuyan.
Linda al sur con Bangui y al este con la Cordillera Central, Adams y la provincia de Cagayán.
Dista 74 km de Laoag, la capital provincial, y 561 km de Manila.
El municipio comprende montañas, colinas, valles y tierras llanas en la costa.

## Barangays
Pagudpud se divide, a los efectos administrativos, en 16 barangayes o barrios, todos de carácter rural, excepto Población 1, que es urbano.
| - Población 1 - Población 2 - Aggasi - Baduang | - Balaoi - Burayoc - Caparispisan - Caunayan | - Dampig - Ligaya - Pancian - Pasaleng | - Saguigui - Saud - Subec - Tarrag |

## Historia
El municipio de Pagudpud data del 5 de julio de 1954, siendo segregado su término del de Banguí.

## Galería

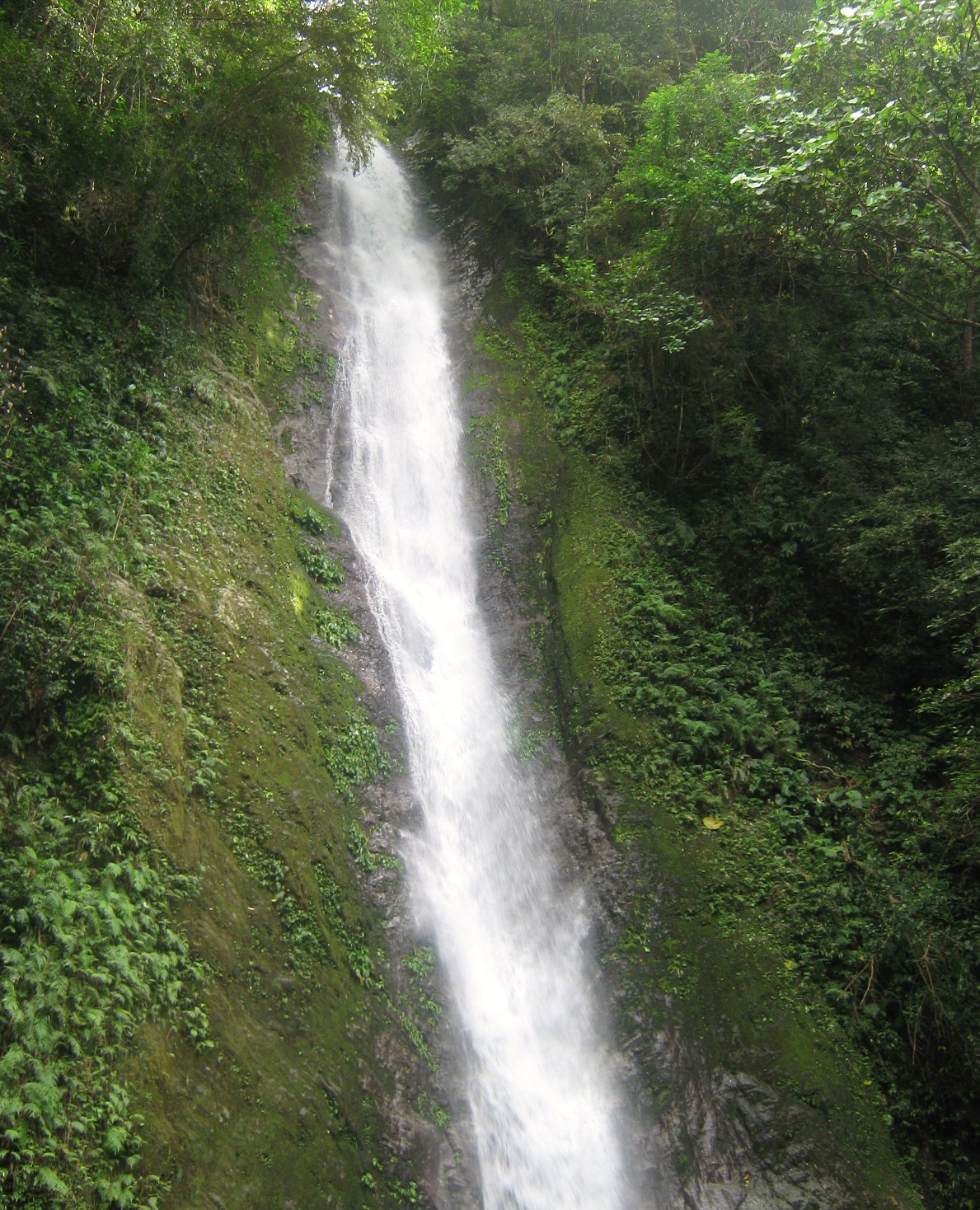
Cascada de Kabigan.
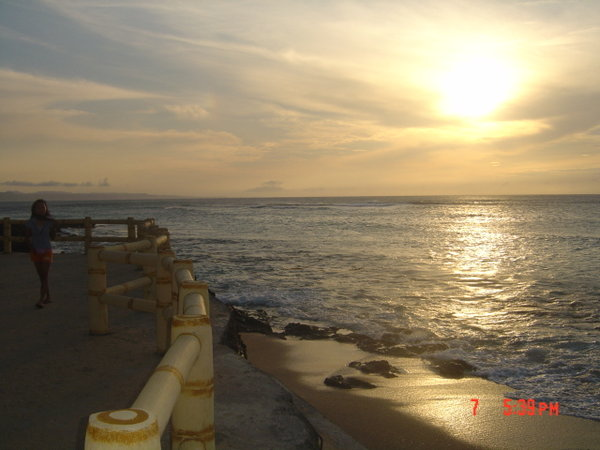
Puesta de sol en Burayoc, playa Saud Beach, cerca de Pagudpud Rinnovati.
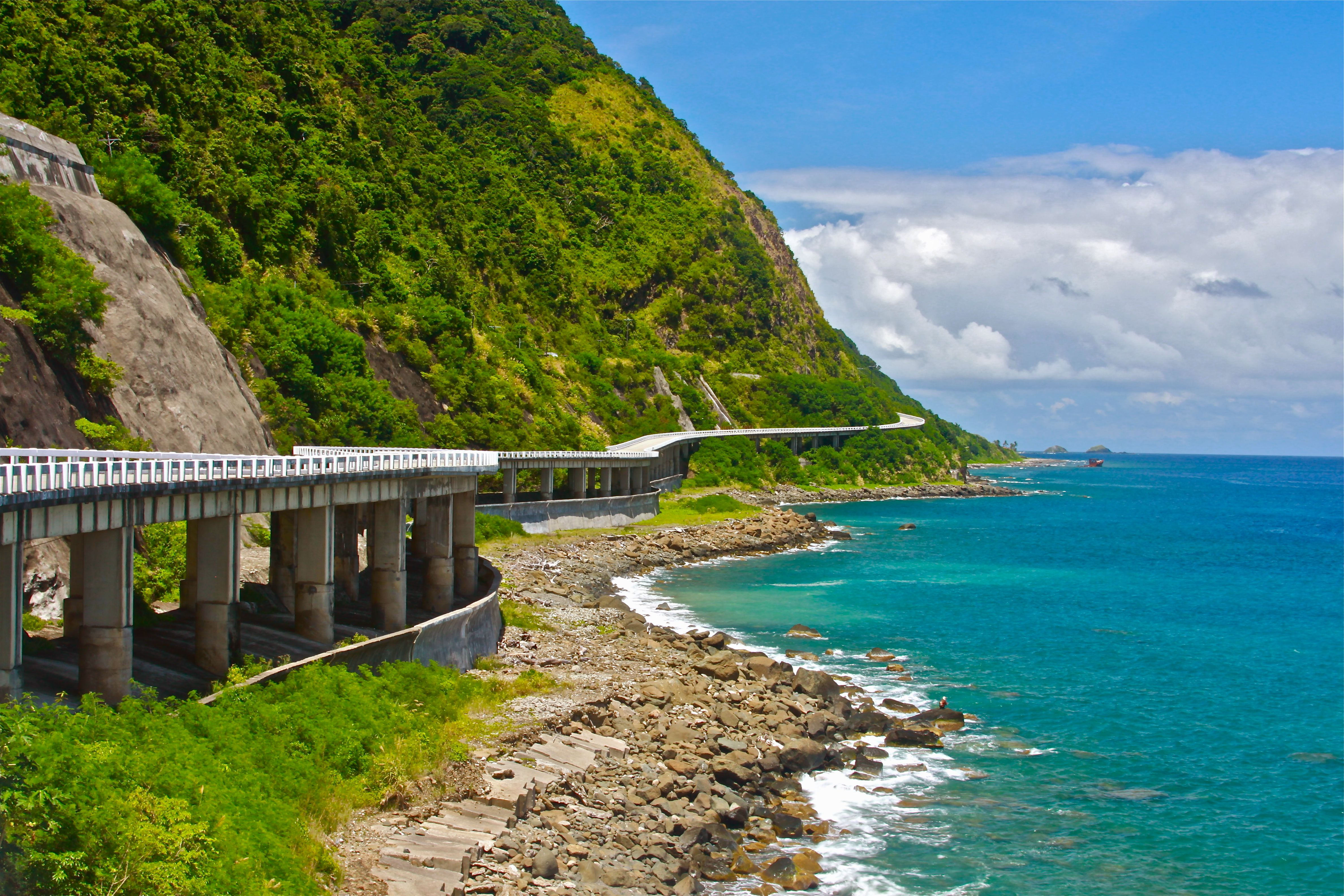
Viaducto de Patapat
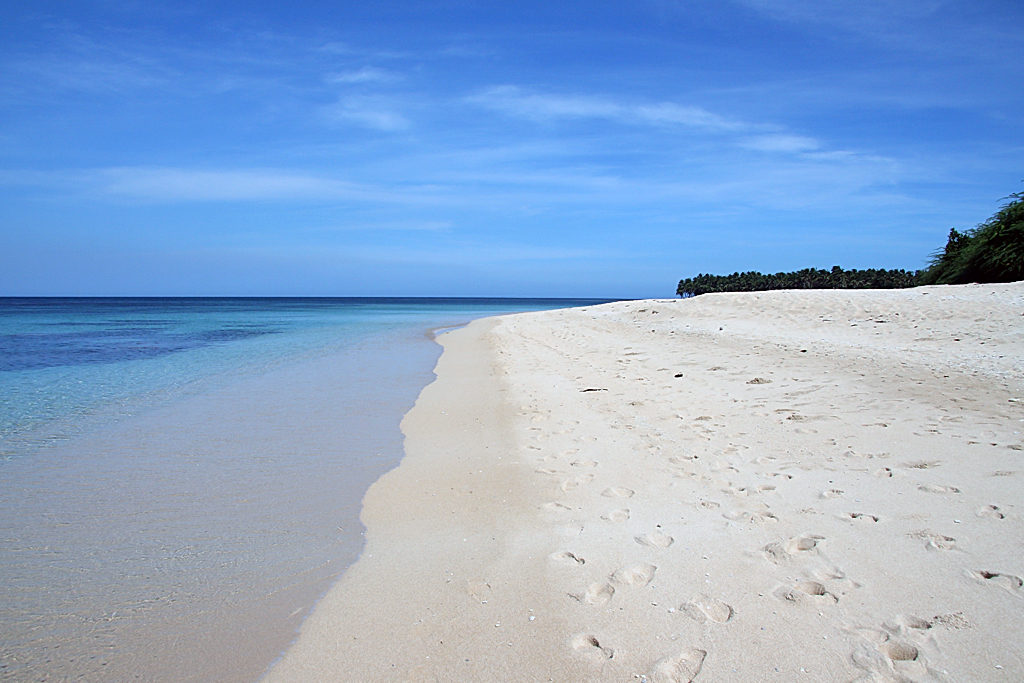
Playa Saud.